# Hanssonhorna
Die Hanssonhorna sind bis zu 1903 m hohe Felsvorsprünge in der Heimefrontfjella des ostantarktischen Königin-Maud-Lands. Sie ragen im südlichen Teil der Kottasberge auf.
Wissenschaftler des Norwegischen Polarinstituts benannten sie 1969 nach dem Juristen Arthur Hansson (* 1910), dessen Bruder und Schiffsmakler Michael Hansson (* 1906) sowie deren beider Cousin und Rechtsanwalt Wladimir Hansson (* 1906), die allesamt zur Widerstandsgruppe Milorg in der Zeit der deutschen Besatzung Norwegens während des Zweiten Weltkriegs gehört hatten.